# 鳥栖市会社員殺害事件
鳥栖市会社員殺害事件（とすしかいしゃいんさつがいじけん）は、2004年（平成16年）2月に佐賀県鳥栖市で発生した事件である。捜査特別報奨金制度の対象事件となったこともあり、遺族も私的懸賞金を掛けていたが、現在はいずれも打ち切られている。
被疑者は現在も逃走中で逮捕されておらず、現在も未解決事件となっている。

## 概要
2004年（平成16年）2月9日午前10時頃、鳥栖市飯田町の九州自動車道沿いの市道で側溝に脱輪した軽自動車の助手席でこの軽自動車を所有する福岡県三井郡大刀洗町在住の会社員の男性（当時24歳）が血を流して倒れているのを、被害者を探していた母親が発見した。
被害者は8日正午ごろ、家族には何も言わずに軽乗用車で外出した。同日午後、被害者と会ったという知人もいる。同日は帰宅せず、9日朝に被害者が勤務している福岡県久留米市内の会社から「無断欠勤している」と自宅に電話があり、被害者の母親が被害者の友人と連絡を取りながら捜しているうちに発見したという。現場は鳥栖市と福岡県小郡市の県境近くで、九州自動車道沿いの幅約4-5メートルの市道。男性は休日などに鳥栖市内に行くときによくこの道を通っていたという。

## 捜査経過
佐賀県警察刑事部捜査第一課は現場の状況から殺人事件と断定し、鳥栖警察署に捜査本部を設置して捜査を開始した。
発見時、被害者は助手席に座った状態で頭に黒いビニール袋を被せられており、顔面には鈍器で複数回殴られた跡があった。また、軽自動車は左前部の車輪が側溝にはまった状態で見つかったが、車体に目立った損傷はなかった。
運転席や助手席には被害者の血痕が付着していたが、大量ではなかったため、別の場所で殺害した後、発見現場に運んだと見られる。
司法解剖の結果、死因は頭部打撲による脳挫傷で、鈍器のようなもので頭を数回殴られており、ほぼ即死状態であった。また、車から被害者の財布と携帯電話が持ち去られていたため、佐賀県警察は強盗殺人の可能性もあると見ている。一方、発見現場付近ではシンナーや覚醒剤常習者が屯していることから、人間関係のトラブルに起因する怨恨の可能性もあると見て捜査を継続している。
2008年（平成20年）2月1日に警察庁捜査特別報奨金対象事件となったが有力な情報が得られず、その後は対象から外されている。これとは別に遺族による私的懸賞金が掛けられていたが、有力情報がほとんど寄せられなかったため、事件発生から9年後の2013年2月8日に打ち切られている。
懸賞金を打ち切った後も鳥栖警察署捜査本部は20人態勢で捜査を継続し、情報提供を呼びかけている。